# Північний Ферганський канал
Північний Ферганський канал (узб. Shimoliy Fargʻona kanali)  — великий іригаційний канал в Узбекистані та Таджикистані, розташований у північній частині Ферганської долини. Голова знаходиться в Узбекистані, з річки Нарин, біля міста Уч-Курган, нижче за греблю Уч-Курганської ГЕС, на кордоні Киргизстану та Узбекистану, гирло — в Согдійській області Таджикистану. Збудований у 1940 році. Загальна довжина каналу — 160 км, з яких 60 км — таджицька частина (територією Аштського району — 25 км).
Будівництво Північного Ферганського каналу почалося 10 лютого 1940 року. Канал прокладався шляхом прискореного народного іригаційного будівництва. Земляні роботи на таджицькій частині було завершено за 14 днів, з 21 лютого по 6 березня 1940 року. Загалом земляні роботи на руслі Північного Ферганського каналу тривали  35 днів. Загальний обсяг виконаних земляних робіт становив 5382109 м³. На його будівництві було щоденно задіяно близько 90 тис. людей.
Вода у русло каналу була відкрита 23 липня 1940 року і  води річки Нарин прийшли на зрошення передгірних земель землеробських районів Уйчі, Янгікурган, Наманган, Туракурган, Касансай та Пап Узбекистану, а також Аштського району Республіки Таджикистан.
Канал прокладений паралельно руслу Нарина та Сирдар'ї. Північний Ферганський канал проходить через мiсто Наманган. Підживлюється водами правих приток Сирдар'ї – річок Сумсар, Касансай, Гавасай та Чадаксай.